# Göran Carmback
Hans Göran Carmback född Karlsson 29 maj 1950 i Södertälje, är en svensk filmregissör och ljudtekniker.
Carmback arbetade som ljudtekniker i en mängd svenska filmer innan han 1988 gjorde sin regidebut med två kortfilmer baserade på Astrid Lindgrens berättelser. År 1989 fick han det uppmärksammade uppdraget att regissera Svensk Filmindustris stora jubileumssatsning, storfilmen 1939, en av de mest påkostade svenska filmproduktionerna någonsin. Efter två filmer om Lindgrens mästerdetektiv Kalle Blomkvist har Carmback sedan fortsatt med att regissera tv-serier.

## Filmografi i urval

### Regi
- 1988 – Allrakäraste Syster (Kortfilm för bio och TV)
- 1988 – Ingen rövare finns i skogen (Kortfilm för bio och TV)
- 1989 – 1939
- 1992 – Tre Kronor (TV-serie)
- 1996 – Kalle Blomkvist - Mästerdetektiven lever farligt
- 1997 – Kalle Blomkvist och Rasmus (även manus)
- 1997 – Skilda världar (TV-serie)
- 1999 – Hotell Seger (TV-serie)
- 2002 – Skeppsholmen (TV-serie)

### Ljudtekniker
- 1968 - Som havets nakna vind
- 1969 - Skottet
- 1969 - Åsa-Nisse i rekordform
- 1969 - Eva - den utstötta
- 1969 - Ur kärlekens språk
- 1970 - Skräcken har tusen ögon
- 1971 - Deadline
- 1971 - Vill så gärna tro
- 1971 - Någon att älska
- 1972 - Mannen från andra sidan
- 1974 - Fimpen
- 1975 - Giliap
- 1976 - Mannen på taket
- 1976 - En dåres försvarstal
- 1977 - Paradistorg
- 1977 - Jack
- Abba – the Movie
- 1979 - Jag är med barn
- 1979 - Den åttonde dagen
- 1980 - Hon kommer med vinden
- 1980 - Skolan är vår
- 1981 - Inter rail
- 1981 - Tuppen
- 1981 - Rasmus på luffen
- 1982 - Ingenjör Andrées luftfärd
- 1983 - Två killar och en tjej
- 1984 - Äntligen!
- 1984 - Sköna juveler
- 1984 - Annika - En kärlekshistoria
- 1984 - Ronja Rövardotter
- 1985 - Mitt liv som hund
- 1985 - Falsk som vatten
- 1986 - Alla vi barn i Bullerbyn
- 1987 - Victoria
- 1987 - Nionde kompaniet
- 1987 - Mer om oss barn i Bullerbyn
- 1991 - Agnes Cecilia - en sällsam historia
- 1991 - Stinsen brinner
- 1992 - Lotta på Bråkmakargatan
- 1993 - Lotta flyttar hemifrån